# Angelo Montechiari
Angelo Montechiari detto Spanziano (Manciano, 9 maggio 1875 – Siena, 14 novembre 1909) è stato un fantino italiano.

## Biografia
Spanziano ha corso il Palio di Siena in otto occasioni, riuscendo a vincere due carriere: il 16 agosto 1903 per l'Oca, ed il 16 agosto 1904 per la Selva.
Dopo l'esordio nel 1898 per la Lupa, Spanziano fu letteralmente ripescato cinque anni dopo da Emanuello Pannocchieschi d'Elci, Capitano dell'Oca, per correre il Palio su Lella. Al suo ritorno tra i canapi, Spanziano si trovò di fronte una mossa caotica: le cronache riportano la presenza di molta gente sul tufo, nonostante i cavalli già tra i canapi. Dopo una mossa annullata a causa della caduta di Agostino Papi detto Pioviscola della Contrada della Civetta, a partire in testa fu proprio Spanziano. Nonostante ciò, il fantino dell'Oca venne ben presto superato dal ritorno di Pallino del Bruco. Incredibilmente però, al terzo Casato, la cavalla montata da Pallino cadde, e per Spanziano fu un gioco da ragazzi arrivare per primo al bandierino.
Spanziano bissò il suo primo successo già nell'agosto dell'anno seguente, in occasione del terzo palio dell'anno, dopo quello straordinario di aprile. La mossa vide la Pantera (con Guido Duchi detto Martellino) partire in testa, seguita da Scansino per l'Istrice e Spanziano per la Selva. Martellino fece corsa di testa fino al terzo Casato, dove fu ostacolato dal ritorno di Tabarre della Giraffa: i due furono costretti ad allargare la traiettoria verso i palchi, venendo superati all'interno dal ritorno di Spanziano, che così vinse per la seconda volta il Palio di Siena.
La carriera di Spanziano in Piazza del Campo fu breve, così come la sua vita: morì infatti nel 1909, a soli trentaquattro anni.

## Presenze al Palio di Siena
Le vittorie sono evidenziate ed indicate in neretto.
| Palio          | Contrada | Cavallo               |
| -------------- | -------- | --------------------- |
| 3 luglio 1898  | Lupa     | Baio di G. Boscagli   |
| 16 agosto 1903 | Oca      | Lella                 |
| 17 aprile 1904 | Oca      | Ida (scosso)          |
| 3 luglio 1904  | Oca      | Morello di G. Beligni |
| 16 agosto 1904 | Selva    | Farfalla              |
| 2 luglio 1905  | Selva    | Gobba                 |
| 16 agosto 1905 | Oca      | Baio di A. Cambrini   |
| 16 agosto 1906 | Leocorno | Baio di L. Franci     |